# Washington Avenue Bridge (Minneapolis)
Die Washington Avenue Bridge ist eine Stahlträgerbrücke in Minneapolis, Minnesota. Sie verbindet die beiden Campus-Teile des Twin-Cities-Campus der University of Minnesota auf dem westlichen und östlichen Ufers des Mississippi Rivers.
Die Brücke ist einzigartig wegen ihrer zweigeschossigen Bauweise, wobei die untere Ebene dem Straßenverkehr und das Oberdeck den Fußgängern und Radfahrern vorbehalten ist. Es handelt sich um einen Zweckbau mit einfacher Architektur, dem allerdings eine kulturelle Bedeutung zukommt, weil Tausende von Studenten, Fakultätsangestellten und Besucher jeden Tag die Brücke nutzen.

## Geschichte
Eine eiserne Fachwerkbrücke wurde erstmals 1884 errichtet; sie lag jedoch ein wenig weiter stromaufwärts und verband die Teile der Washington Avenue auf beiden Seiten des Flusses. Zum Zeitpunkt ihres Baues lebten die meisten Bewohner von Minneapolis in dem Stadtviertel, das heute als Bohemian Flats bekannt ist. Die Brücke wurde 1890 erweitert, um den Verkehr mit Straßenbahnen aufnehmen zu können, und die erste Linie von Minneapolis nach dem benachbarten Saint Paul führte darüber. Der Straßenbahnverkehr wurde 1954 eingestellt, und das Schicksal der veralteten Brücke war besiegelt, nachdem der Bau der heutigen Brücke 1962 begonnen hatte. 1965 erfolgte der Abriss.

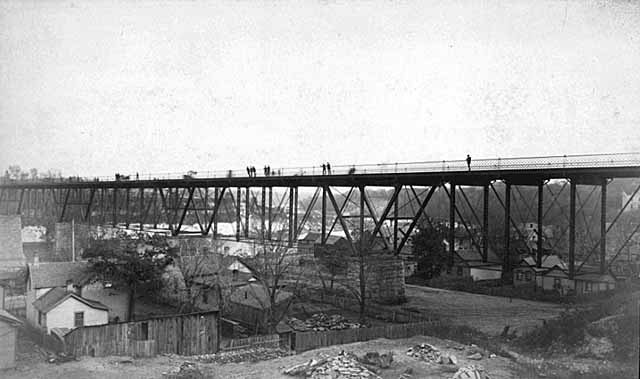
Das erste Bauwerk mit der Wohnbebauung der Bohemian Flats (Aufnahme von etwa 1885).

Dieser erste Bau war eine gerade Brücke von Osten nach Westen, welche die Washington Avenue über den Mississippi River ins Zentrum führte. Der Neubau zielt am westlichen Ende etwas weiter nach Süden und bindet nicht mehr direkt an die Washington Avenue an, sondern an einen kurzen Freeway-ähnlichen Abschnitt an der 3. und 4. Straße – beide Straßen sind Einbahnstraßen. Der Straßenabschnitt zwischen der Interstate 35W im Westen und University Avenue im Osten, zu dem die Brücke gehört, war ursprünglich Bestandteil des Minnesota State Highway 122, 1997 übernahm der Hennepin County die Verwaltung der Straße vom Minnesota Department of Transportation. Um heute am Westufer auf die Washington Avenue zu gelangen, müssen Fahrzeuge die erste Ausfahrt nach dem westlichen Brückenkopf nehmen oder im Zentrum nach Norden abbiegen.
Das Oberdeck der Brücke war ursprünglich nur eine gerade Fläche. Die Benutzung im harschen Winter war sehr unbequem, sodass in den 1970er Jahren eine teilweise Überbauung des Fußgängerbereiches hinzugefügt wurde. Ursprünglich war beabsichtigt, das Innere zu Heizen, infolge der Energiekosten wird der Übergang jedoch im Wesentlichen nicht geheizt. Die wenigen sich darin befindlichen Heizlüfter erwärmen im Winter den Fußgängerbereich nur spärlich, die Innentemperatur kann unter den Gefrierpunkt fallen. Am Bauwerk gibt es auch Windabweiser für den offenen Bereich, die im Sommer durch ihre Überhänge ein wenig Schatten spenden.

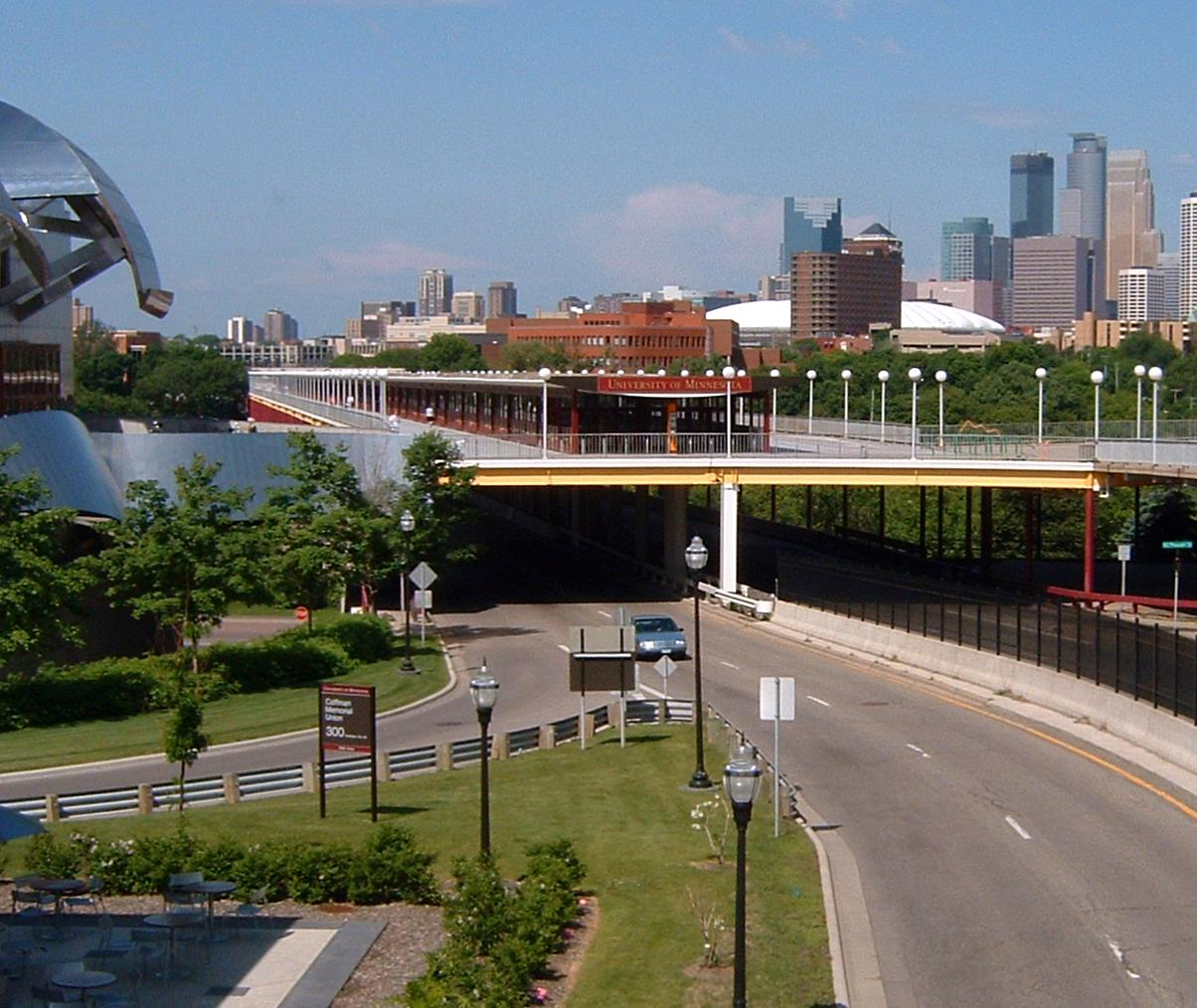
Ostende der Brücke

Zumindest Winston Close, der die Universität im Architektenteam des Brückenneubaus vertrat, hatte für das Oberdeck den Ponte Vecchio in Florenz im Sinn. Dieser Plan, der Einkaufsläden auf der Brücke einschloss, wäre er realisiert worden, hätte die Brücke eher zu einem Ort des Verweilens anstelle der bloßen Überquerung des Flusses gemacht. Inzwischen werden Anstrengungen unternommen, die Brücke zu einem etwas einladenderen Ort zu machen. Seitdem die geschlossene Bauweise eines Teils der oberen Ebene hinzugefügt wurde, findet jährlich nach den Sommerferien ein Wettbewerb statt, bei dem die verschiedenen Vereinigungen an der Universität sich zwar weitgehend selbst darstellen.
Die äußere Gestaltung des Brückenbauwerkes ist eine meist olive Kombination mit braun und grau. Es wird kritisiert, dass der Bau nicht in die Umgebung der Universität passt, insbesondere nachdem das von Frank Gehry entworfene Weisman Art Museum in den 1980er Jahren neben dem Ostende entstand. Universitätspräsident Mark Yudof initiierte 1997 eine Kampagne mit dem Namen „Take Pride in U“, die zu einem neuen Anstrich der oberen Ebene in den Farben der Universität bordeaux und gold führte. Später, in den ersten Jahren des 21. Jahrhunderts erhielt im Verlauf von zwei Jahren auch der überbau einen neuen Anstrich. Die Erneuerung gab der Brücke ein ansprechenderes Aussehen. Die lange Zeitdauer der Malerarbeiten wurde dadurch verursacht, dass der alte Anstrich Bleiweiß enthielt und deswegen sorgfältig entfernt wurde.

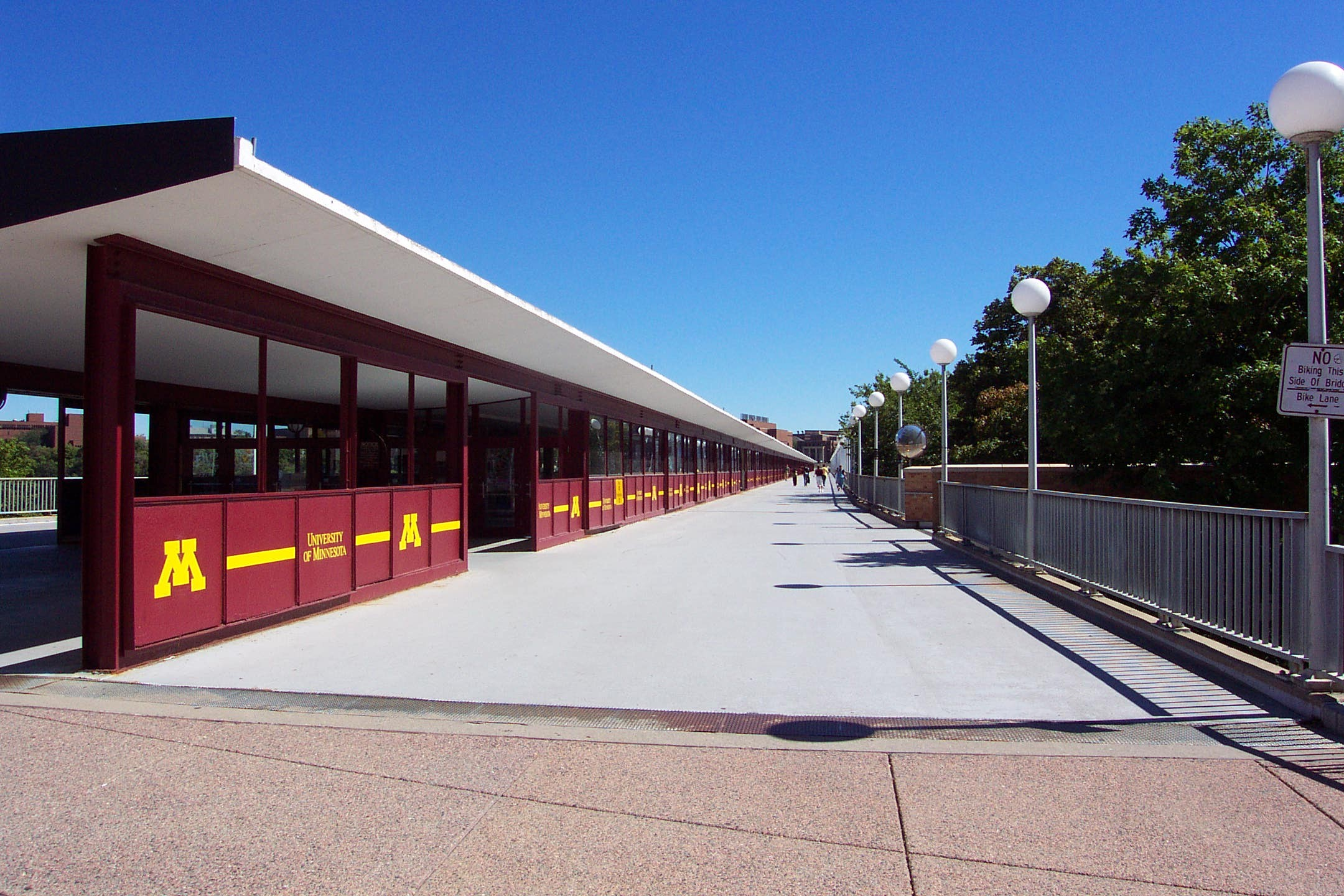
Westeingang der Brücke

Ein Schatten auf die Geschichte der Brücke werfen die verschiedenen Suizide. Der Poet und Universitätsprofessor John Berryman ist der bekannteste der Selbstmörder. Er stürzte sich 1972 in die Tiefe. Etwa ein halbes Dutzend weitere Personen töteten sich ebenfalls durch den Sprung von der Brücke. Da verschiedene Studenten erzählten, Schritte von nicht vorhandenen Fußgängern hinter sich zu hören und auch von anderen solcher Phänomene berichtet wird, erwarb sich das Bauwerk den Ruf, dass Geister hier spuken.

## Stadtbahn
Das Bauwerk wurde ab 2011 umgebaut, um es für die Stadtbahn nutzbar zu machen. Seit 2014 überquert die von Minneapolis nach St. Paul führende Metro Green Line hier den Mississippi River.